# Thea Schmidt-Keune
Thea Schmidt-Keune (* 9. Oktober 1920 in Hannover; † 17. März 1993 in Potsdam) war eine deutsche Schauspielerin und Sängerin.

## Leben
Wenig konnte über das Schaffen Thea Schmidt-Keunes in Erfahrung gebracht werden. Ihre Theaterlaufbahn führte sie unter anderem an das Hans Otto Theater in Potsdam, an das Mecklenburgische Staatstheater Schwerin und das Meininger Theater. In Potsdam spielte und sang sie 1955 die Hauptrolle der Carlotta in Carl Millöckers Operette Gasparone unter Dirigent Carlos Kleiber. In Schwerin stand sie 1961 in der Oper Eugen Onegin von Peter Tschaikowsky nach dem Versroman von Alexander Puschkin auf der Bühne.
Ab den 1970er-Jahren arbeitete Schmidt-Keune auch für das Fernsehen. Meist war sie in kleineren Rollen zu sehen, mehrfach in der Krimireihe Polizeiruf 110. In einigen Produktionen stand sie gemeinsam mit ihrem Ehemann, dem Berufskollegen Victor Keune, vor der Kamera.

## Filmografie
- 1973: Erziehung vor Verdun
- 1975: Aus meiner Kindheit
- 1975: Geschichte einer Sünde
- 1978: Rotschlipse
- 1978: Ein Sonntagskind, das manchmal spinnt
- 1979: Spuk unterm Riesenrad – Alarm im Warenhaus
- 1979: P.S.
- 1979: Feuer unter Deck
- 1979: Der Leutnant von Ulm
- 1979: Die toten Augen
- 1979: Nachtspiele
- 1980: Polizeiruf 110 – Der Einzelgänger
- 1980: Der Baulöwe
- 1980: Archiv des Todes – Spuk im Höllental
- 1980: Glück im Hinterhaus
- 1980: Don Juan – Karl-Liebknecht-Str. 78
- 1981: Unser kurzes Leben
- 1981: Pugowitza
- 1982: Sabine Kleist, 7 Jahre…
- 1983: Ich bin nicht Don Quichote
- 1983: Automärchen
- 1984: Kaskade rückwärts
- 1984: Mensch, Oma! – Weitere Aussichten heiter…
- 1987: Polizeiruf 110 – Die alte Frau im Lehnstuhl
- 1987: Polizeiruf 110 – Zwei Schwestern
- 1988: Die Schauspielerin
- 1988: Polizeiruf 110 – Amoklauf
- 1989: Johanna – Zusammenstöße